# Ивлиев, Юрий Дмитриевич

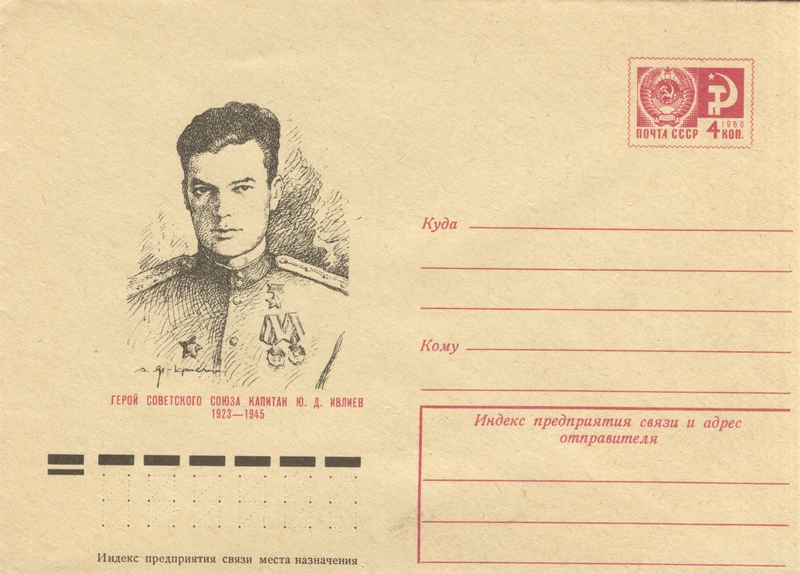
Почта СССР. Художественный маркированный конверт с портретом Героя Советского Союза капитана Ю. Д. Ивлиева. 1975 год.

Ивлиев Юрий Дмитриевич (16 марта 1923 — 29 января 1945) — лётчик-штурмовик, Герой Советского Союза.

## Биография
На фронте с сентября 1942 года. Воевал в 312-м штурмовом авиаполку (233-я штурмовая авиационная дивизия, 4-я воздушная армия, 2-й Белорусский фронт), командир эскадрильи, совершил более 120 вылетов.
В представлении, написанном летом 1944 года, на присвоение командиру эскадрильи капитану Ивлиеву звания Героя Советского Союза, в частности, говорилось:

«Всего на боевом счету капитана Ивлиева числится 20 уничтоженных танков, 11 самолётов на аэродромах и 1 самолёт, сбитый им в воздушном бою, 15 повреждённых и выведенных из строя батарей полевой и зенитной артиллерии, 10 взорванных складов с горючим и боеприпасами, 5 уничтоженных железнодорожных эшелонов, до 100 автомашин, уничтожил и вывел из строя до 500 человек немецких солдат и офицеров».

Указом Президиума Верховного Совета СССР от 26 октября 1944 года капитану Ивлиеву Юрию Дмитриеву было присвоено звание Героя Советского Союза. Золотую Звезду и орден Ленина капитан Ю. Д. Ивлиев получил в Кремле из рук М. И. Калинина.
В январе 1945 года во время нанесения бомбового удара по живой силе и танковым соединениям врага самолёт Ю. Д. Ивлиева оказался подбитым. Видя, что дотянуть до своих не удастся, лётчик направил горящий самолёт в место скопления гитлеровских солдат, повторив подвиг Николая Гастелло.
Похоронен в братской могиле в центре города Гродно.

## Память
- Именем капитана Ивлиева были названы улицы в Ташкенте (ныне улица Кичик Миробод) и Гродно, где похоронили отважного лётчика 11 февраля 1945 года, а также гродненская школа № 1.
- В 1975 году Министерство связи СССР выпустило художественный маркированный конверт с портретом Героя Советского Союза капитана Ю. Д. Ивлиева.

Братская могила в Гродно и плита с именем Ивлиева
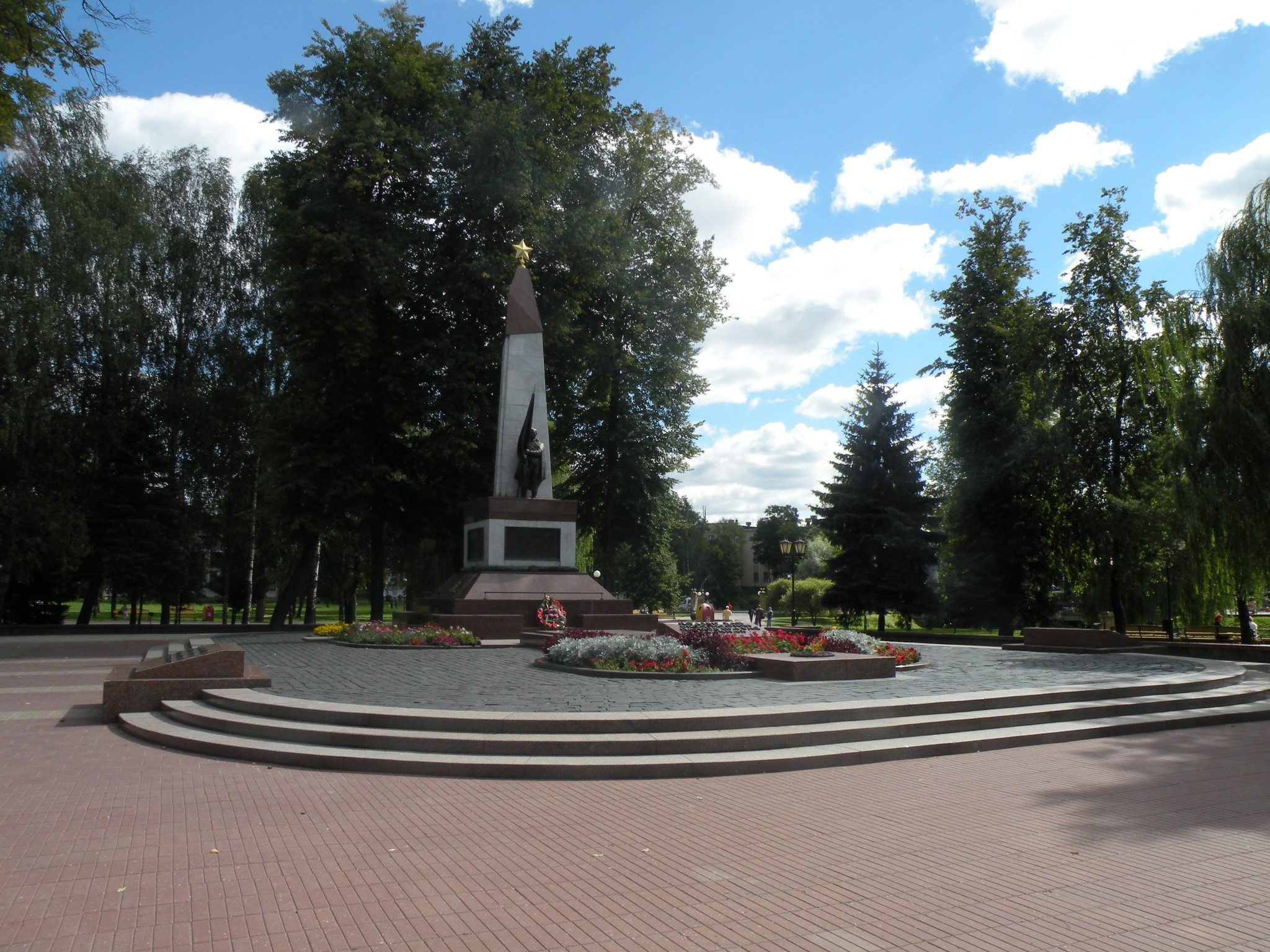
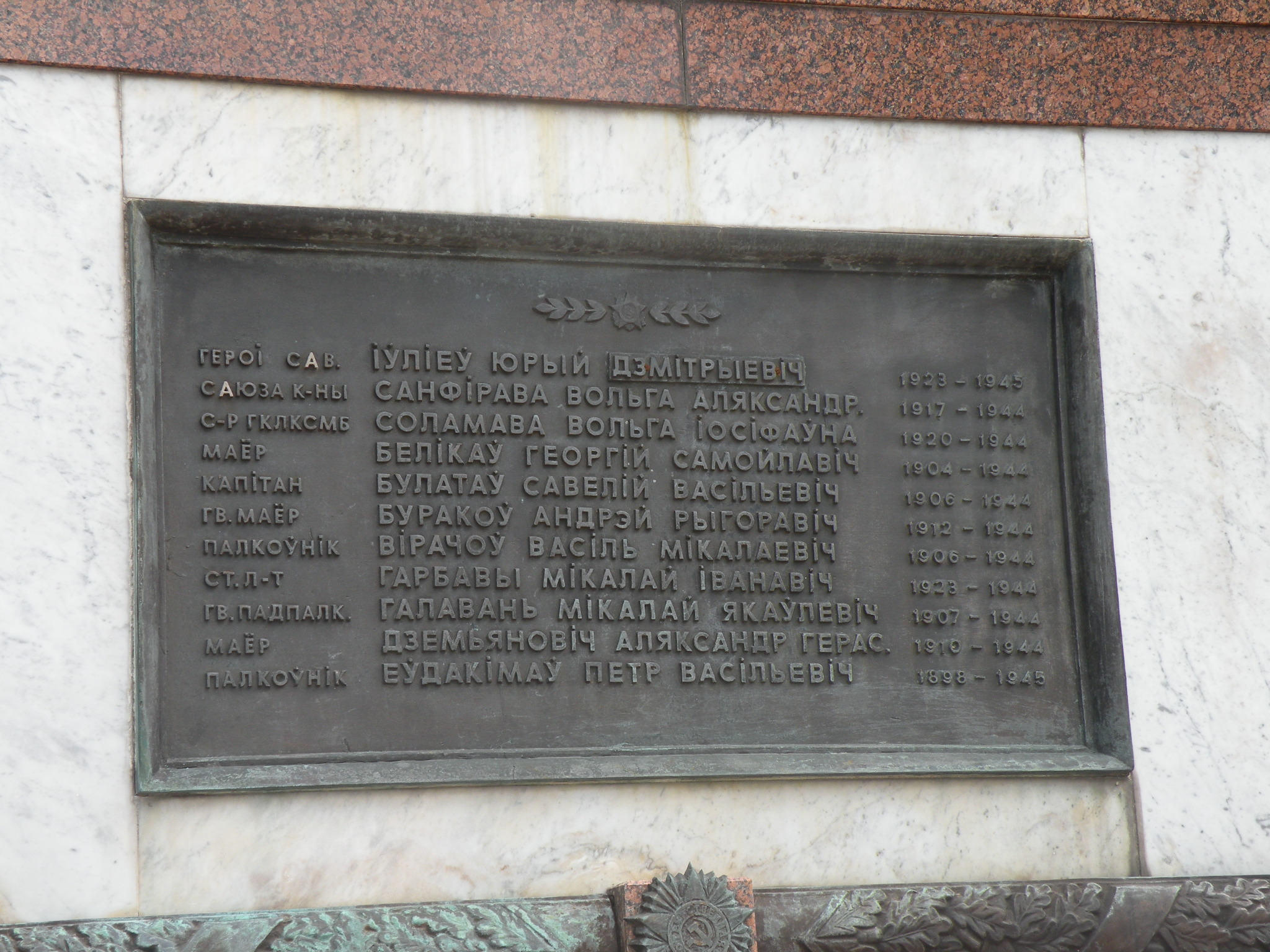

## Награды
- Медаль «Золотая Звезда» Героя Советского Союза.
- Орден Ленина.
- 2 Ордена Красного Знамени.
- Орден Красной Звезды.